# معركة الشوابير
معركة الشوابير هي معركة جرت بمنطقة الشوابير بجبال القعدة في 3 أكتوبر من سنة 1956 بين جيش التحرير الوطني الجزائري والجيش الفرنسي، حيث تكبد فيها الجيش الفرنسي خسائر فادحة في الأرواح وصلت إلى 1375 قتيل منهم 91 من الضباط الكبار وخسائر في العتاد حسب شهادة العقيد لطفي في الاستجواب الذي أجرته معه جريدة المجاهد في ماي سنة 1959 بينما سقط 40 قتيلًا من صفوف المجاهدين. هذه المعركة التي تحولت من كمين سمي بكمين الخطيفة يوم 02 أكتوبر 1956 إلى أم المعارك وكتبت عنها كبريات الصحف والجرائد العالمية آنذاك مثل: The dealy GleanerK، وجريدة The New York Times الأمريكية، وجريدة Le Monde الفرنسية.

## الشوابير الموقع والقوة
تقع الشوابير في الجهة الشمالية الغربية من جبال القعدة وهي المنطقة علي طول الطريق الرابط بين الغيشة وافلو بين نقطة سيدي خالد ونقطة لولالده لمسافة 08 كلم وقعت أحداثها في: الاربعاء 03 أكتوبر 1956 أي يوم واحد بعد معركة الخطيفة.
وتعد أم معارك جبل عمور والوطن التي خاضها جيش التحرير الوطني على مستوى الغرب الجزائري بعد اندلاع ثورة التحرير وأول هزيمة كبرى تتلقاها فرنسا بالمنطقة على أيدي الثوار الذين لا يملكون من القوة سوى زاد الإيمان بالله وبعدالة قضيتهم.

## الكتائب المشاركة
وقد شارك في هذه المعركة أربع كتائب لجيش التحرير قادمة من منطقة البيض بقيادة مولاي عبد الله وهي:
1. كتيبة: لعماري محمد المدعو*المقراني*
2. كتيبة: مولاي إبراهيم المدعو *الرائد عبد الوهاب*
3. كتيبة: أحمد الزرزي.
4. كتيبة: يوسفي بوشريط المدعو *سي لحسن * ويقودها نور البشير

## أسباب وظروف المعركة
في بداية شهر أكتوبر 1956 بدأت فرنسا تحضر لعمليات هجوم شامل في كل من (جبال القعدة * الغيشة * الأغواط * أفلو* المشرية * عين الصفراء) لأن جيش التحرير قد بدأ في حشد وتنسيق قواته بالمناطق المذكورة.
• في هذه الفترة تتوجه الكتائب الأربعة نحو آفلو قادمة من منطقة البيض مرورا ببريزينة بالبيض تاويالة الغيشة بغية:
1. فك الحصار على منطقة البيض خاصة بعد الكمين الذي قامت به كتيبة مولاي إبراهيم في بريزينة بحيث قضى فيه على 20 جندي من العدو وغنم كم معتبر من الأسلحة الهامة (من نوع مات وقطعتان سلاح من نوع رشاش وثلاث رشاشات ثقيلة بياسة).
2. الهجوم على مدينة أفلو وإطلاق سراح 400 معتقل سياسي من سجن أفلو.[3]

## وقائع المعركة
في 03 أكتوبر 1956 وبعد توجه الكتائب الأربعة من منطقة البيض في الغرب الجزائري إلي مدينة الغيشة بولاية الأغواط تنفصل كتيبة لعماري عن بقية الكتائب الأخرى لتقع في اشتباك مع العدو الذي كان في عملية تمشيط للمنطقة في المكان المسمى الخطيفة بالغيشة  شمال شرق قرية ترقلل (الغيشة) قرب تاويالة في حدود الساعة الرابعة مساء حتى حلول الظلام خسر العدو خلاله عدد كبير من جيشه وحرق 03 شاحنات وأسر03 عساكر أما من جانب الكتيبة فقد أستشهد واحد وجرح آخر، وتعتبر معركة الخطيفة أول معركة جرت بتراب الغيشة، وصل خبر الكمين إلى بقية الكتائب التي رأت بأن أمرها قد كشف للعدو وبالفعل ومع حلول الليل حتى خرجت قافلة مكونة من 16 شاحنة مرت بقرية سيدي إبراهيم. تجمعت الكتائب الثلاث مع قائد الجيش «مولاي عبد الله» لاتخاذ التدابير والاحتياطات اللازمة بعدها بدأت القافلة بالمرور وأمامها أربع (04) طائرات من نوع (ت 6) تمشط الطريق وعلى ارتفاع قريب من الأرض، وبعد لحظات حتى بدأ المجاهدون يسمعون دوي الآليات العسكرية تخرج من أفلوا متجهة نحو الطريق المؤدي إلى الغيشة، فأعطيت الأوامر للمجاهدين بأخذ مواقعهم على حافة الطريق فتم حفر خنادق صغيرة مقدار كل جندي ليكمن فيها المجاهدون في الجهة الجنوبية للطريق (من ملتقي الطرق الغيشة ـ أنفوس موقع القبة حاليا إلي منطقة لولالدة عند النصب التذكاري وبداية صعود الجبل على مسافة 07 كلم) وعدم إطلاق النار على العدو إلا بعد وصول أول شاحنة لأخر فيلق عسكري فرنسي حتى تحدث عملية التفاف على القافلة.
يذكر أن هذه المسافة كانت عبارة عن غابة أحرقت من طرف العدو بعد المعركة، لكن هذه الخطة لم تكتمل فقد توقف جزء من القافلة عند الكتيبة التي كان يقودها «مولاي إبراهيم» التي باشرت في إطلاق النار، ومن هنا دخلت كل الكتائب في القتال حيث دب الرعب والهلع في صفوف العدو وحسب شهود عيان من مدينة الغيشة فإن القافلة بعد خروجها إلى منطقة الشوابير كانت لا تزال الشاحنات المحملة بالعساكر تخرج من القاعدة وعلى مسافة حوالي 30 كلم إلى مكان المعركة دلالة على قوة الحشود العسكرية التي كانت فرنسا تعد لإقحامها في مواجهة الثورة وكان من بين الجنود الفرنسيين أفارقة ومغاربة.

## نتائجـها
كانت حصيلة هذه المعركة كبيرة والدليل على ذالك مخاطبة المجاهد حديشو إلى مولاي إبراهيم وهو يقول:
| معركة الشوابير | يا شيباني الدم راه في البادن | معركة الشوابير |

### خسائر العدو
- 1375 قتيل [5]
- 500 جريح
- تدمير أكثر من 90 شاحنة

### خسائر جيش التحرير
- 25 شهيد 14 شهيدا من المجاهدين.و11 شهيدا من الشعب الاعزل..
- تدمير قرية أنفوس تدميرا كاملا وتهجير سكان مدينة الغيشة تهجيرا كاملا
- أخذت فرنسا 800 رئس من الغنم و20 بقرة و12 حصانا
- حرق أكثر من 30 خيمة.

وبعد وصول صدى وهول المعركة لقيادة جيش التحرير التي كان على رأسها العقيد لطفي الذي أصدر قرار خروج الكتائب وعدم تدخلها في القسم (16) والعودة إلى القسم (15).

## وصلة خارجية
- معركة الشوابير